# È
È, è – litera alfabetu łacińskiego używana w języku francuskim, katalońskim, w języku włoskim – gdzie oznacza czasownik „być” w trzeciej osobie liczby pojedynczej – oraz w języku gaelickim.
Występowała także w sugerowanym przez Jana Kochanowskiego zapisie dla języka średniopolskiego.